# Elida Campodónico
Elida Luisa Campodónico de Crespo (Macaracas; 6 de agosto de 1894 - Ciudad de Panamá; 6 de enero de 1960) fue una educadora, abogada y diplomática panameña.

## Biografía
Fue hija de José Campodónico, comerciante y ganadero de origen italiano y de Josefa María Moreno, dueña de una tienda familiar y aprendió medicina de parte de su padre, atendiendo a los enfermos del pueblo. Elida Campodónico estudió en la escuela primaria de Macaracas, donde comenzó a interesarse por la educación a través de su maestra. Luego terminó la primaria en Los Santos y posteriormente estudió en la Escuela Santa María en la capital. Junto con su hermano Domiluis, viajaron a la ciudad de Bellinzona, en el cantón del Tesino, en la Suiza italiana, para especializarse en educación. En 1919 se graduó como maestra normal para escuela primaria, certificada para la enseñanza del idioma español como lengua materna, italiano y francés, así como el título de maestra de jardín de infancia.
Al regresar a Panamá se instaló en la capital para trabajar como maestra, siendo nombrada profesora de geografía e historia en la Escuela Normal. Contrajo matrimonio con el educador José Daniel Crespo, compartiendo diversos proyectos educativos y tuvieron tres hijos y una hija. Ambos fundaron una escuela para maestros de jardín de niños en su propia casa y a través del método Montessori, formaron y graduaron a las primeras maestras de jardín de infancia en Panamá.
Luego se le nombró subdirectora de la Escuela Normal, aunque por el intrincado sistema de profesorados que existía en ese entonces, la maestra Campodónico no avanzó en su carrera profesional y finalmente fue despedida junto con su esposo. El matrimonio Campodónico Crespo administró una pensión cerca del Instituto Nacional y se mantuvieron activos social y políticamente.
Elida Campodónico buscó formas de erradicar la desnutrición infantil a través de la institución "La gota de leche", que tenía como fin proporcionar un vaso de leche diario a todos los niños panameños. En 1935 se graduó como abogada en la Escuela Libre de Derecho y se convirtió en la segunda mujer abogada panameña, luego de Clara González. Llegó a litigar por un tiempo y fundó una asociación que buscaba educar y enseñar oficios a las mujeres encarceladas.
Como política, se involucró en la actividad feminista, siendo fundadora del grupo feminista "Renovación", base del Partido Nacional Feminista (1923) que luchó por la reivindicación de los derechos de la mujer panameña y fue redactora de su primer manifiesto. Varios escritos fueron reproducidos en el libro "Recuerdo" del Partido Nacional Feminista de 1926. Adicionalmente formó parte de la Unión Nacional de Mujeres, ocupando la Secretaría de Relaciones.
Como diplomática, fue la primera mujer embajadora de América Latina, siendo designada embajadora de Panamá en México en 1952. Como embajadora, gestionó unas 30 becas con el gobierno mexicano para estudiantes panameños. Al regresar a Panamá abandonó la diplomacia y volvió a los negocios.